# Jens Høysgaard
Jens Pedersen Høysgaard, född den 25 december 1698, död den 21 april 1773, var en dansk språkforskare.
Høysgaard blev 1719 student, tog 1727 baccalaureusgraden samt blev 1737 universitetspedell och 1759 klockare vid Trinitatiskyrkan. Som inlägg i en rättskrivningsstrid utgav han 1743 två små Prover af dansk Orthographie, där han framställde ett tämligen konstigt system av accenttecken; de åsyftade att uttrycka vokalernas olika längd, ljud och tonvikt. Därefter utkom den omfångsrika skriften Accentuered og raisonnered Grammatica (1747, med bihang 1769) och huvudverket Methodisk Forsøg til en fuldstændig dansk Syntax (1752). 
Fastän utan kännedom om fornspråket, förde Høysgaard den danska språkforskningen ett avgörande steg framåt. Han påvisade först den danska vokalserien samt den säregna danska "stöttonen" och accenten; hans syntax vittnar om fin iakttagelseförmåga och skarpt sinne för logik samt om klar överblick vid stoffets ordnande. Høysgaard var dessutom den förste i Danmark, som utgav en kort Lærebog i Iintegralregning (1759: 2:a upplagan, 1767 behandlade även differentialkalkylen). 